# Nova Štifta, Sodražica
Nova Štifta je naselje v Občini Sodražica.

## Geografija
Zaselek se nahaja na vrhu holma z nadmorsko višino 622 m, nad zahodnim robom Ribniškega polja, ob vzhodnem vznožju Travne gore. Od Sodražice je oddaljena 4 km in od Ribnice 6 km. Od tod se po strmem gozdnatem pobočju in serpentinasti gozdni cesti pride do planinske koče na Travni gori. V letu 2016 je tukaj živelo 9 prebivalcev.

## Izvor pomena krajevnega imena
Krajevno ime vsebuje izposojenko iz nemščine Stift v pomeni 'samostan, cerkvena ustanova'; v kraju namreč stoji romarska cerkev, na kar se navezuje zgoraj omenjena nemška beseda.

## Znamenitosti
Nova Štifta je znana predvsem po baročni romarski cerkvi Vnebovzetja Device Marije. Svetišče so postavili v letih 1641−1671 po naročilu ribniškega graščaka Jurija Khisla zaradi čudežnega prikazovanja luči na vzpetini Brinov vrh (622 mnm). Cerkev sestavljata osmerokotna ladja in manjši prezbiterij kvadratnega tlorisa s porezanimi vogali. Zunaj obdaja pročelje pokrit arkadni hodnik, znotraj se boči 27 m visoka kupola, nad njo je zvonik z baročno kapo. Svetišče je verjetno kopija renesančne cerkve Santa Maria Incoronata iz Lodija pri Milanu. Stavba je bila vzor mnogim poznejšim sakralnim gradnjam na Slovenskem.
Posebnost Nove Štifte sta tudi dve veliki lipi (od prvotnih štirih) (visoki okrog 25 m in stari okrog 370 let). V krošnji večje lipe se nahaja lesena uta, do katere vodi 30 stopnic. Poleg cerkve stoji frančiškanski samostan, sicer pa se v zaselku nahajajo še tri hiše.